# Sarabjot Singh
Sarabjot Singh, född 30 september 2001, är en indisk sportskytt.

## Karriär
Vid asiatiska spelen 2022 i Hangzhou, som arrangerades 2023, tog Singh guld tillsammans med Arjun Singh Cheema och Shiva Narwal i lagtävlingen i 10 meter luftpistol. Han tog även silver tillsammans med Divya T. S. i den mixade lagtävlingen i 10 meter luftpistol.
Vid olympiska sommarspelen 2024 i Paris tog Singh brons tillsammans med Manu Bhaker i den mixade lagtävlingen i 10 meter luftpistol.